# Cuauhtémoc Blanco
Cuauhtémoc Blanco (Mexikóváros, 1973. január 17. –) mexikói válogatott labdarúgó. Egyszeres mexikói bajnok, kétszeres kupagyőztes, kétszeres CONCACAF-bajnokok ligája-győztes, 120-szoros válogatott. Ronaldinhóval holtversenyben a konföderációs kupa összesített góllövőlistájának vezetője kilenc találattal.
2015 óta politikusként tevékenykedik: Morelos állam fővárosának, Cuernavacának megválasztott községi elnöke (polgármestere).

## Sportolói pályafutása
Blanco Mexikóváros egyik szegényebb negyedében, Tepitóban született. Itt fedezte fel őt Ángel González, a Club América játékosmegfigyelője.

### Club América

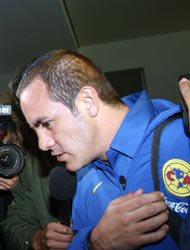
Blanco az América játékosaként

Karrierje legnagyobb részét a Club Américában töltötte, 333 bajnoki mérkőzésen összesen 125 gólt szerzett, és a klub történetének második legeredményesebb gólszerzője.
A bajnokságban 1992-ben, 19 évesen mutatkozhatott be. Első komolyabb sikerét 1998-ban érte el, amikor 16 találattal gólkirályi címet szerzett.
2005 májusában a csapat tizedik, Blanco első bajnoki címének örülhetett. Az América a döntőben az UAG együttesét verte összesítésben 7–4-re. A következő három évben Blanco egyaránt a bajnokság MVP-je lett.

### Necaxa
1997–98-ban a Club Necaxa színeiben szerepelt, 28 mérkőzésen összesen 13-szor talált a hálóba.

### Valladolid
2000-ben, miután gólkirály lett a konföderációs kupán, az América kölcsönadta őt a spanyol Valladolidnak. Szerencsétlenségére azonban nem sokkal a szerződés létrejötte után egy vb-selejtezőn lábát törte, ami miatt nyolc hónapot kellett kihagynia.
Egy ideig karrierje folytatása is veszélyben volt, ám végül nem kellett visszavonulnia, és még egy szezont Spanyolországban maradt. Bár többször is betalált, az idény végén mégis visszatért Mexikóba.

### Veracruz
A 2004-es Apertura idejére a Veracruzhoz került, ahol egy rendkívül jó szezont teljesített. A csapat az alapszakaszt még az élen zárta, igaz, rögtön a rájátszás első körében kiesett.

### Chicago Fire
2007 áprilisában Blanco a Chicago Fire SC együtteséhez szerződött. Bemutatására a Toyota Parkban mintegy ötezer néző volt kíváncsi.
Később az MVP- és az Év Újonca-díjra egyaránt jelölték. 2007-ben az ő találatát választották meg az év góljának.
A 2008-as szezonban David Beckham mögött a bajnokság második legjobban fizetett játékosa volt.

### Santos Laguna
2008 novemberében a Santos Laguna igazolta le, miután játékosuk, Christian Benítez hosszabb időre megsérült. November 20-án mutatták be, és a kilences számú mezt kapta.
Első gólját a Santos színeiben november 29-én szerezte tizenegyesből. Később, mint kiderült, ez volt az egyetlen találata.

### Veracruz
A Tiburones Rojos de Veracruz 2009. november 29-én jelentette be, hogy leigazolta Blancót, miután nem hosszabbította meg lejáró szerződését a Chicagóval.

### Puebla
Rendszeresen utoljára a Pueblában játszott, utolsónak szánt mérkőzését 2015. április 21-én játszotta. Szép búcsú volt, ugyanis ez a mérkőzés nem volt más, mint a mexikói kupa döntője, amelyet csapata 4–2 arányban megnyert a Guadalajara ellen.

### Club América
Később kiderült, hogy a Pueblában játszott kupadöntő mégsem az utolsó volt pályafutása során: az América egynapos szerződést kötött az akkor 43 esztendős Blancóval, és 2016. március 5-én a Morelia elleni bajnokin kezdőként szerepeltette, hogy így búcsúztassa az aktív játéktól. A mérkőzésen közel 70 ezer ember előtt Blanco 38 percet kapott az América által végül 4–1-re megnyert bajnokin, aztán végleg elbúcsúzott.

### Válogatott
Blanco a válogatottban 1995-ben mutatkozott be, 39 találatával Jared Borgetti és Javier Hernández (Chicharito) mögött jelenleg a nemzeti csapat harmadik legeredményesebb gólszerzője.
Három világbajnokságon, az 1998-ason, a 2002-esen és a 2010-esen is játszott, sőt, ezek mindegyikén gólt is szerzett, így az egyetlen mexikói, aki ezt elmondhatja magáról. Egy másik rekordot is tart, miszerint Ronaldinhóval holtversenyben ő a konföderációs kupa összesített góllövőlistájának vezetője 9 találattal.
Bár Ricardo Lavolpe a 2006-os vb-n kihagyta őt a keretből, a következő évben, a 2007-es CONCACAF-aranykupa küzdelmei idején már ismét a válogatott tagja volt.
Javier Aguirre 2009-es visszatérésével Blanco is visszatért a válogatottba, és minden vb-selejtezőn játszott.
A 2010-es labdarúgó-világbajnokságon is szerepet kapott, azzal, hogy Franciaország ellen, tizenegyesből betalált, az egyetlen mexikói labdarúgó lett, aki három különböző világbajnokságon is gólt tudott szerezni.
A válogatottban a 2014. május 28-án lejátszott, Izrael ellen 3–0 arányban megnyert vb-felkészülési mérkőzésen lépett utoljára pályára.

## Karrierje statisztikái

### Klub
2009. október 22. szerint. 
| Teljesítmény klubjában | Teljesítmény klubjában | Teljesítmény klubjában | Bajnokság | Bajnokság                   | Kupa                   | Kupa                   | Nemzetközi    | Nemzetközi    | Összesen | Összesen |
| Szezon                 | Klub                   | Bajnokság              | Mérk.     | Gól                         | Mérk.                  | Gól                    | Mérk.         | Gól           | Mérk.    | Gól      |
| Mexikó                 | Mexikó                 | Mexikó                 | Bajnokság | Bajnokság                   | Kupa                   | Kupa                   | Észak-Amerika | Észak-Amerika | Összesen | Összesen |
| ---------------------- | ---------------------- | ---------------------- | --------- | --------------------------- | ---------------------- | ---------------------- | ------------- | ------------- | -------- | -------- |
| 1992-93                | América                | Primera División       | 12        | 0                           | -                      | -                      |               |               |          |          |
| 1993-94                | América                | Primera División       | 4         | 0                           | -                      | -                      |               |               |          |          |
| 1994-95                | América                | Primera División       | 33        | 6                           | -                      | -                      |               |               |          |          |
| 1995-96                | América                | Primera División       | 32        | 5                           | -                      | -                      |               |               |          |          |
| 1996-97                | América                | Primera División       | 27        | 9                           | -                      | -                      |               |               |          |          |
| 1997-98                | Necaxa                 | Primera División       | 28        | 13                          | -                      | -                      |               |               |          |          |
| 1998-99                | América                | Primera División       | 31        | 31                          | -                      | -                      |               |               |          |          |
| 1999-00                | América                | Primera División       | 36        | 20                          | -                      | -                      |               |               |          |          |
| Spanyolország          | Spanyolország          | Spanyolország          | Bajnokság | Bajnokság                   | Copa del Rey           | Copa del Rey           | Európa        | Európa        | Összesen | Összesen |
| 2000-01                | Valladolid             | La Liga                | 3         | 0                           |                        |                        |               |               |          |          |
| 2001-02                | Valladolid             | La Liga                | 20        | 3                           |                        |                        |               |               |          |          |
| Mexikó                 | Mexikó                 | Mexikó                 | Bajnokság | Bajnokság                   | Kupa                   | Kupa                   | Észak-Amerika | Észak-Amerika | Összesen | Összesen |
| 2002-03                | América                | Primera División       | 36        | 11                          | -                      | -                      |               |               |          |          |
| 2003-04                | América                | Primera División       | 38        | 20                          | -                      | -                      |               |               |          |          |
| 2004-05                | América                | Primera División       | 35        | 13                          | -                      | -                      |               |               |          |          |
| 2005-06                | América                | Primera División       | 28        | 7                           | -                      | -                      |               |               |          |          |
| 2006-07                | América                | Primera División       | 36        | 13                          | -                      | -                      |               |               |          |          |
| USA                    | USA                    | USA                    | Bajnokság | Bajnokság                   | Amerikai labdarúgókupa | Amerikai labdarúgókupa | Észak-Amerika | Észak-Amerika | Összesen | Összesen |
| 2007                   | Chicago Fire SC        | MLS                    | 14        | 4                           |                        |                        |               |               |          |          |
| 2008                   | Chicago Fire SC        | MLS                    | 27        | 7                           |                        |                        |               |               |          |          |
| 2009                   | Chicago Fire SC        | MLS                    | 21        | 5                           |                        |                        |               |               |          |          |
| Összesen               | Mexikó                 | Mexikó                 | 376       | 143                         | -\|\|\|\|\|\|\|\|\|    | -\|\|\|\|\|\|\|\|\|    |               |               |          |          |
| Összesen               | Spanyolország          | Spanyolország          | 23        | 3\|\|\|\|\|\|\|\|\|\|\|\|   |                        |                        |               |               |          |          |
| Összesen               | USA                    | USA                    | 62        | 16\|\|\|\|\|\|\|\|\|\|\|\|  |                        |                        |               |               |          |          |
| Karrierje összesen     | Karrierje összesen     | Karrierje összesen     | 437       | 158\|\|\|\|\|\|\|\|\|\|\|\| |                        |                        |               |               |          |          |

### Válogatott
2010. június 17. szerint.
| Válogatott | Szezon   | Mérk. | Gól |
| ---------- | -------- | ----- | --- |
| Mexikó     | 1994–95  | 1     | 0   |
| Mexikó     | 1995–96  | 7     | 4   |
| Mexikó     | 1996–97  | 12    | 1   |
| Mexikó     | 1997–98  | 22    | 6   |
| Mexikó     | 1998–99  | 14    | 2   |
| Mexikó     | 1999–00  | 8     | 7   |
| Mexikó     | 2000–01  | 2     | 4   |
| Mexikó     | 2001–02  | 11    | 6   |
| Mexikó     | 2002–03  | 2     | 0   |
| Mexikó     | 2003–04  | 0     | 0   |
| Mexikó     | 2004–05  | 6     | 0   |
| Mexikó     | 2005–06  | 1     | 0   |
| Mexikó     | 2006–07  | 11    | 4   |
| Mexikó     | 2007–08  | 0     | 0   |
| Mexikó     | 2008–09  | 5     | 1   |
| Mexikó     | 2009–10  | 18    | 4   |
| Összesen   | Összesen | 120   | 39  |

### Válogatott góljai
| #   | Időpont             | Helyszín                  | Ellenfél           | Állás | Végeredmény | Kiírás                     |
| --- | ------------------- | ------------------------- | ------------------ | ----- | ----------- | -------------------------- |
| 1.  | 1996. január 19.    | San Diego, USA            | Guatemala          | 1–0   | Győzelem    | 1996-os CONCACAF-aranykupa |
| 2.  | 1996. január 21.    | Los Angeles, USA          | Brazília           | 2–0   | Győzelem    | 1996-os CONCACAF-aranykupa |
| 3.  | 1996. február 7.    | Viña del Mar, Chile       | Chile              | 1–2   | Vereség     | Barátságos                 |
| 4.  | 1996. június 16.    | Pasadena, USA             | Egyesült Államok   | 2–2   | Döntetlen   | 1996-os US-kupa            |
| 5.  | 1997. június 22.    | Cochabamba, Bolívia       | Ecuador            | 1–1   | Döntetlen   | 1997-es Copa América       |
| 6.  | 1997. december 14.  | Rijád, Szaúd-Arábia       | Szaúd-Arábia       | 3–0   | Győzelem    | 1997-es konföderációs kupa |
| 7.  | 1997. december 14.  | Rijád, Szaúd-Arábia       | Szaúd-Arábia       | 4–0   | Győzelem    | 1997-es konföderációs kupa |
| 8.  | 1997. december 16.  | Rijád, Szaúd-Arábia       | Brazília           | 2–3   | Vereség     | 1997-es konföderációs kupa |
| 9.  | 1998. február 7.    | Oakland, USA              | Honduras           | 2–0   | Győzelem    | 1998-as CONCACAF-aranykupa |
| 10. | 1998. február 7.    | Oakland, USA              | Honduras           | 2–0   | Győzelem    | 1998-as CONCACAF-aranykupa |
| 11. | 1998. június 20.    | Bordeaux, Franciaország   | Belgium            | 2–2   | Döntetlen   | Világbajnokság             |
| 12. | 1999. július 6.     | Ciudad del Este, Paraguay | Venezuela          | 3–1   | Győzelem    | 1999-es Copa América       |
| 13. | 1999. július 6.     | Ciudad del Este, Paraguay | Venezuela          | 3–1   | Győzelem    | 1999-es Copa América       |
| 14. | 1999. július 25.    | Mexikóváros, Mexikó       | Szaúd-Arábia       | 1–0   | Győzelem    | 1999-es konföderációs kupa |
| 15. | 1999. július 25.    | Mexikóváros, Mexikó       | Szaúd-Arábia       | 2–0   | Győzelem    | 1999-es konföderációs kupa |
| 16. | 1999. július 25.    | Mexikóváros, Mexikó       | Szaúd-Arábia       | 4–1   | Győzelem    | 1999-es konföderációs kupa |
| 17. | 1999. július 25.    | Mexikóváros, Mexikó       | Szaúd-Arábia       | 5–1   | Győzelem    | 1999-es konföderációs kupa |
| 18. | 1999. augusztus 1.  | Mexikóváros, Mexikó       | Egyesült Államok   | 1–0   | Győzelem    | 1999-es konföderációs kupa |
| 19. | 1999. augusztus 4.  | Mexikóváros, Mexikó       | Brazília           | 4–3   | Győzelem    | 1999-es konföderációs kupa |
| 20. | 2000. január 9.     | Oakland, USA              | Irán               | 2–1   | Győzelem    | Barátságos                 |
| 21. | 2000. szeptember 3. | Mexikóváros, Mexikó       | Panama             | 7–1   | Győzelem    | Vb-selejtező               |
| 22. | 2000. szeptember 3. | Mexikóváros, Mexikó       | Panama             | 7–1   | Győzelem    | Vb-selejtező               |
| 23. | 2000. október 8.    | Mexikóváros, Mexikó       | Trinidad és Tobago | 7–0   | Győzelem    | Vb-selejtező               |
| 24. | 2000. október 8.    | Mexikóváros, Mexikó       | Trinidad és Tobago | 7–0   | Győzelem    | Vb-selejtező               |
| 25. | 2001. szeptember 2. | Kingston, Jamaica         | Jamaica            | 2–1   | Győzelem    | Vb-selejtező               |
| 26. | 2001. szeptember 2. | Kingston, Jamaica         | Jamaica            | 2–1   | Győzelem    | Vb-selejtező               |
| 27. | 2001. szeptember 5. | Mexikóváros, Mexikó       | Trinidad és Tobago | 3–0   | Győzelem    | Vb-selejtező               |
| 28. | 2001. november 11.  | Mexikóváros, Mexikó       | Honduras           | 3–0   | Győzelem    | Vb-selejtező               |
| 29. | 2001. november 11.  | Mexikóváros, Mexikó       | Honduras           | 3–0   | Győzelem    | Vb-selejtező               |
| 30. | 2002. június 3.     | Niigata, Japán            | Horvátország       | 1–0   | Győzelem    | Világbajnokság             |

Az itt nem szereplő gólok az alábbi listában láthatók:

### Mérkőzései a válogatottban
| Mexikó | Mexikó               | Mexikó                                           | Mexikó                                | Mexikó   | Mexikó                                | Mexikó                          | Mexikó | Mexikó  |
| #      | Dátum                | Helyszín                                         | Hazai                                 | Eredmény | Vendég                                | Kiírás                          | Gólok  | Esemény |
| ------ | -------------------- | ------------------------------------------------ | ------------------------------------- | -------- | ------------------------------------- | ------------------------------- | ------ | ------- |
| 76.    | 2003. február 4.     | Los Angeles, Memorial Coliseum                   | Mexikó                                | 0 – 1    | Argentína                             | barátságos                      | 0      |         |
| 77.    | 2003. február 12.    | Phoenix, Bank One Ballpark                       | Mexikó                                | 0 – 0    | Kolumbia                              | barátságos                      | 0      | 69'     |
| 78.    | 2004. október 6.     | Pachuca de Soto, Estadio Hidalgo                 | Mexikó                                | 7 – 0    | Saint Vincent és a Grenadine-szigetek | vb-selejtező                    | 0      |         |
| 79.    | 2004. október 10.    | Kingstown, Arnos Vale Stadium                    | Saint Vincent és a Grenadine-szigetek | 0 – 1    | Mexikó                                | vb-selejtező                    | 0      | 78'     |
| 80.    | 2005. február 9.     | San Juan de Tibás, Estadio Ricardo Saprissa Aymá | Costa Rica                            | 1 – 2    | Mexikó                                | vb-selejtező                    | 0      | 78'     |
| 81.    | 2005. március 9.     | Los Angeles, Memorial Coliseum                   | Mexikó                                | 1 – 1    | Argentína                             | barátságos                      | 0      | 62'     |
| 82.    | 2005. március 27.    | Mexikóváros, Estadio Azteca                      | Mexikó                                | 2 – 1    | Egyesült Államok                      | vb-selejtező                    | 0      | 27' 69' |
| 83.    | 2005. március 30.    | Panamaváros, Estadio Rommel Fernández            | Panama                                | 1 – 1    | Mexikó                                | vb-selejtező                    | 0      | 58'     |
| 84.    | 2006. január 25.     | San Francisco, Monster Park                      | Mexikó                                | 2 – 1    | Norvégia                              | barátságos                      | 0      |         |
| 85.    | 2007. február 7.     | Glendale, University of Phoenix Stadium          | Egyesült Államok                      | 2 – 0    | Mexikó                                | barátságos                      | 0      | 46'     |
| 86.    | 2007. február 28.    | San Diego, Qualcomm Stadium                      | Mexikó                                | 3 – 1    | Venezuela                             | barátságos                      | 1      | 47' 83' |
| 87.    | 2007. június 5.      | Mexikóváros, Estadio Azteca                      | Mexikó                                | 0 – 1    | Paraguay                              | barátságos                      | 0      | 46' 60' |
| 88.    | 2007. június 10.     | East Rutherford, Giants Stadium                  | Honduras                              | 2 – 1    | Mexikó                                | CONCACAF-aranykupa, csoportkör  | 1      | 28' 49′ |
| 89.    | 2007. június 17.     | Houston, Reliant Stadion                         | Mexikó                                | 1 – 0    | Costa Rica                            | CONCACAF-aranykupa, negyeddöntő | 0      | 75'     |
| 90.    | 2007. június 21.     | Chicago, Soldier Field                           | Mexikó                                | 1 – 0    | Guadeloupe                            | CONCACAF-aranykupa, elődöntő    | 0      | 85'     |
| 91.    | 2007. június 24.     | Chicago, Soldier Field                           | Egyesült Államok                      | 2 – 1    | Mexikó                                | CONCACAF-aranykupa, döntő       | 0      | 77'     |
| 92.    | 2007. július 1.      | Maturín, Estadio Monumental de Maturín           | Mexikó                                | 2 – 1    | Ecuador                               | Copa América, csoportkör        | 0      | 78'     |
| 93.    | 2007. július 4.      | Puerto la Cruz, Estadio José Antonio Anzoátegui  | Mexikó                                | 0 – 0    | Chile                                 | Copa América, csoportkör        | 0      |         |
| 94.    | 2007. július 8.      | Maturín, Estadio Monumental de Maturín           | Mexikó                                | 6 – 0    | Paraguay                              | Copa América, negyeddöntő       | 1      | 79' 86' |
| 95.    | 2007. július 14.     | Caracas, Estadio Olímpico de la UCV              | Uruguay                               | 1 – 3    | Mexikó                                | Copa América, 3. helyért        | 1      | 37'     |
| 96.    | 2008. augusztus 20.  | Mexikóváros, Estadio Azteca                      | Mexikó                                | 2 – 1    | Honduras                              | vb-selejtező                    | 0      | 70'     |
| 97.    | 2008. szeptember 6.  | Mexikóváros, Estadio Azteca                      | Mexikó                                | 3 – 0    | Jamaica                               | vb-selejtező                    | 0      | 71'     |
| 98.    | 2008. szeptember 10. | Tuxtla Gutiérrez, Estadio Víctor Manuel Reyna    | Mexikó                                | 2 – 1    | Kanada                                | vb-selejtező                    | 0      | 89' 90' |
| 99.    | 2009. június 6.      | San Salvador, Estadio Cuscatlán                  | Salvador                              | 2 – 1    | Mexikó                                | vb-selejtező                    | 1      | 46' 70' |
| 100.   | 2009. június 10.     | Mexikóváros, Estadio Azteca                      | Mexikó                                | 2 – 1    | Trinidad és Tobago                    | vb-selejtező                    | 0      |         |
| 101.   | 2009. augusztus 12.  | Mexikóváros, Estadio Azteca                      | Mexikó                                | 2 – 1    | Egyesült Államok                      | vb-selejtező                    | 0      | 55'     |
| 102.   | 2009. szeptember 5.  | San Juan de Tibás, Estadio Ricardo Saprissa Aymá | Costa Rica                            | 0 – 3    | Mexikó                                | vb-selejtező                    | 0      | 74'     |
| 103.   | 2009. szeptember 9.  | Mexikóváros, Estadio Azteca                      | Mexikó                                | 1 – 0    | Honduras                              | vb-selejtező                    | 1      | 75'     |
| 104.   | 2009. október 10.    | Mexikóváros, Estadio Azteca                      | Mexikó                                | 4 – 1    | Salvador                              | vb-selejtező                    | 1      | 71' 77' |
| 105.   | 2009. október 14.    | Port of Spain, Hasely Crawford Stadion           | Trinidad és Tobago                    | 2 – 2    | Mexikó                                | vb-selejtező                    | 0      | 54'     |
| 106.   | 2010. február 24.    | San Francisco, Candlestick Park                  | Mexikó                                | 5 – 0    | Bolívia                               | barátságos                      | 0      | 46'     |
| 107.   | 2010. március 3.     | Pasadena, Rose Bowl                              | Mexikó                                | 2 – 0    | Új-Zéland                             | barátságos                      | 0      | 46'     |
| 108.   | 2010. március 18.    | Torreón, Estadio TSM Corona                      | Mexikó                                | 2 – 1    | Észak-Korea                           | barátságos                      | 1      | 51' 54' |
| 109.   | 2010. május 7.       | New Jersey, New Meadowlands                      | Mexikó                                | 0 – 0    | Ecuador                               | barátságos                      | 0      | 60'     |
| 110.   | 2010. május 10.      | Chicago, Soldier Field                           | Mexikó                                | 1 – 0    | Szenegál                              | barátságos                      | 0      | 56'     |
| 111.   | 2010. május 13.      | Houston, Reliant Stadium                         | Mexikó                                | 1 – 0    | Angola                                | barátságos                      | 0      | 81'     |
| 112.   | 2010. május 16.      | Mexikóváros, Estadio Azteca                      | Mexikó                                | 1 – 0    | Chile                                 | barátságos                      | 0      | 55'     |
| 113.   | 2010. május 24.      | London, Wembley Stadion                          | Anglia                                | 3 – 1    | Mexikó                                | barátságos                      | 0      | 71'     |
| 114.   | 2010. május 26.      | Freiburg, Badenova Stadion                       | Hollandia                             | 2 – 1    | Mexikó                                | barátságos                      | 0      | 46'     |
| 115.   | 2010. május 30.      | Bayreuth, Hans-Walter-Wild-Stadion               | Mexikó                                | 5 – 1    | Gambia                                | barátságos                      | 0      | 55'     |
| 116.   | 2010. június 3.      | Brüsszel, Baldvin király Stadion                 | Olaszország                           | 1 – 2    | Mexikó                                | barátságos                      | 0      | 70' 90' |
| 117.   | 2010. június 11.     | Johannesburg, Soccer City                        | Dél-afrikai Köztársaság               | 1 – 1    | Mexikó                                | vb-csoportkör                   | 0      | 68'     |
| 118.   | 2010. június 17.     | Polokwane, Peter Mokaba Stadion                  | Franciaország                         | 0 – 2    | Mexikó                                | vb-csoportkör                   | 1      | 61' 78' |
| 119.   | 2010. június 22.     | Rustenburg, Royal Bafokeng Stadion               | Mexikó                                | 0 – 1    | Uruguay                               | vb-csoportkör                   | 0      | 63'     |
| 120.   | 2014. május 28.      | Mexikóváros, Estadio Azteca                      | Mexikó                                | 3 – 0    | Izrael                                | barátságos                      | 0      | 38'     |
|        | Összesen             |                                                  |                                       | 120      | mérkőzés                              |                                 | 39     | gól     |

## Színészi pályafutása
2010-ben megjelent a Marichuy – A szerelem diadala című telenovellában, ahol az egyik mellékszereplő, Juan José Martínez („Juanjo”) szerepét játszotta.

## Politikai pályafutása
2015-ben politikusi pályára lépett: a Szociáldemokrata Párt színeiben indult Morelos állam fővárosa, Cuernavaca községi elnöki (polgármesteri) székéért. A választást június 7-én tartották, Blanco közel 40 000 szavazatot kapott, amivel nagy fölénnyel győzött.

## Magánélete
Felesége Natalia Rezende brazil modell, az esküvőt 2015. június 20-án tartották a cuernavacai Nuestra Señora de Guadalupe-kápolnában.

## Sportsikerek

### Klub
- Club América:
  - CONCACAF-bajnokok ligája: 1992, 2006
  - Bajnok: 2005
  - Szuperkupa-győztes: 2005
- Dorados de Sinaloa:
  - Kupagyőztes: 2012 Apertura
- Puebla:
  - Kupagyőztes: 2015 Clausura

### Válogatott
- Konföderációs kupa: 1999
- CONCACAF-aranykupa: 1996, 1998

### Egyéni
- Az év mexikói labdarúgója: 2001, 2002
- A bajnokság gólkirálya: 1998 Invierno